# Bell Hill, Washington
Bell Hill är en ort i Clallam County i delstaten Washington, USA.